# District de Ziyang
Pour les articles homonymes, voir Ziyang (homonymie).
Le district de Ziyang (资阳区 ; pinyin : Zīyáng Qū) est une subdivision administrative de la province du Hunan en Chine. Il est placé sous la juridiction de la ville-préfecture de Yiyang.